# Хуло
Хуло (ест. Hullo) малено је село на западу Естоније. Налази се у централном делу острва Вормси и административни је центар општине Вормси у округу Ланема. 
Према подацима са пописа становништва 2011. у селу је живело 99 становника.